# Pedicularis pseudocurvituba
Pedicularis pseudocurvituba är en snyltrotsväxtart som beskrevs av Tsoong. Pedicularis pseudocurvituba ingår i släktet spiror, och familjen snyltrotsväxter. Inga underarter finns listade i Catalogue of Life.